# Caterina Cavalieri
Caterina Cavalieri, född 11 mars 1755 i Lichtental, död 30 juni 1801, var en italiensk operasångare. Hon är känd som den första Konstanze i Enleveringen ur Seraljen av Mozart. 
Cavalieri var dotter till en skollärare och sjöng i kyrkan, där hon uppmärksammades för sin röst. Hon blev student till Antonio Salieri och engagerades 1776 vid Burgteater i Wien, där hon fram till sin pensionering 1793 var en av dess främsta artister. 